# Ромботриаконтаэдр
Ромботриаконта́эдр (от греч. τριάκοντα (греч. τριάντα) — «тридцать» и εδρον — «грань») — выпуклый тридцатигранник с одинаковыми ромбическими гранями. Относится к каталановым телам. Является двойственным по отношению к икосододекаэдру и зоноэдром.
Отношение длинной диагонали к короткой диагонали каждой его грани равно золотому сечению, поэтому грани ромботриаконтаэдра называются «золотыми ромбами».
У ромботриаконтаэдра 32 вершины, 12 из них находятся при острых углах 5 ромбов, остальные 20 — при тупых углах 3 ромбов. Острые углы ромбов примерно равны 63,43°, а тупые 116,57° соответственно. В ромботриаконтаэдр можно вписать икосаэдр, додекаэдр, 5 октаэдров, 5 кубов и 10 тетраэдров, так чтобы все их вершины совпадали с некоторыми из его вершин. У него 358 833 097 звёздчатых форм.
Форму ромботриаконтаэдра имеет магнитный конструктор-головоломка «The Ball of Whacks», состоящий из 30 содержащих магниты пластмассовых пирамидальных деталей, ромбические основания которых в собранном виде головоломки являются гранями ромботриаконтаэдра, а вершины пирамид совпадают в его центре.

| Базисы 3D [u, v,w] равны: u = (1, φ, 0, −1, φ, 0) v = (φ, 0, 1, φ, 0, −1) w = (0, 1, φ, 0, −1, φ) | Внутренние ребра спрятаны | Здесь 64 вершины и 192 ребра единичной длины образованы путём пентагональной симметрии на всем протяжении прямой (на других прямых — гексагональные симметрии). |